# Čína na Zimních olympijských hrách 1998
Čínu na Zimních olympijských hrách v roce 1998 reprezentuje výprava 57 sportovců (15 mužů a 42 žen) ve 7 sportech.

## Medailisté
| Medaile | Jméno                                     | Sport                | Soutěž                 |
| ------- | ----------------------------------------- | -------------------- | ---------------------- |
| Stříbro | Sü Nan-nan                                | Akrobatické lyžování | Ženy akrobatické skoky |
| Stříbro | An Jü-lung                                | Short track          | Muži 500 m             |
| Stříbro | Li Ťia-ťün                                | Short track          | Muži 1 000 m           |
| Stříbro | Jang Jang                                 | Short track          | Ženy 500 m             |
| Stříbro | Jang Jang                                 | Short track          | Ženy 1 000 m           |
| Stříbro | Jang Jang Wang Čchun-lu Sun Tan-tan       | Short track          | Ženy štafeta 3 000 m   |
| Bronz   | Čchen Lu                                  | Krasobruslení        | Ženy jednotlivci       |
| Bronz   | Li Ťia-ťün Feng Kchaj Jüan Jie An Jü-lung | Short track          | Muži štafeta 5 000 m   |